# 福田镇 (攀枝花市)
福田镇，是中华人民共和国四川省攀枝花市仁和区下辖的一个乡镇级行政单位。

## 行政区划
福田镇下辖以下地区：
福田街社区、务子田村、塘坝村和金龟村。